# Growing, Pains
Growing, Pains è l'album di debutto della cantante inglese Billie Myers uscito nel 1997.

## Tracce
1. Kiss the Rain – 4:32
2. A Few Words Too Many – 4:19
3. Tell Me – 5:05
4. You Send Me Flying – 3:58
5. Please Don't Shout – 3:44
6. First Time – 3:39
7. Mother, Daughter, Sister, Lover – 3:38
8. The Shark and the Mermaid – 3:49
9. Having Trouble with the Language – 3:45
10. Opposites Attract – 3:37
11. Much Change Too Soon – 3:50